# Tasiocera (Tasiocera) tarsalba
Tasiocera (Tasiocera) tarsalba is een tweevleugelige uit de familie steltmuggen (Limoniidae). De soort komt voor in het Australaziatisch gebied.